# Danh sách nhà hàng được gắn 3 sao Michelin
Đây là một danh sách của các nhà hàng được chọn đạt ba sao Michelin, ghi nhận trong Cẩm nang Michelin.

## Danh sách các nhà hàng 3 sao Michelin theo quốc gia

### Bỉ
| Vị trí      | Nhà hàng      | Đầu bếp           | Năm bình chọn      |
| ----------- | ------------- | ----------------- | ------------------ |
| Brugge      | De Karmeliet  | Geert Van Hecke   | 3 sao từ 1996-2015 |
| Kruishoutem | Hof van Cleve | Peter Goossens    |                    |
| Zedelgem    | Hertog Jan    | Gert De Mangeleer | 2012               |

### Đan Mạch
| Vị trí     | Nhà hàng | Đầu bếp       | Năm bình chọn |
| ---------- | -------- | ------------- | ------------- |
| Copenhagen | Geranium | Rasmus Kofoed | 2016          |

### Đức
| Vị trí            | Nhà hàng                                 | Đầu bếp           | Năm bình chọn |
| ----------------- | ---------------------------------------- | ----------------- | ------------- |
| Baiersbronn       | Restaurant Bareiss                       | Claus-Peter Lumpp |               |
| Baiersbronn       | Schwarzwaldstube                         | Harald Wohlfahrt  |               |
| Bergisch Gladbach | Vendôme                                  | Joachim Wissler   |               |
| Dreis             | Sonnora                                  | Helmut Thieltges  |               |
| Hamburg           | The Table                                | Kevin Fehling     | 2015          |
| Mannheim          | Amador                                   | Juan Amador       |               |
| Osnabrück         | La Vie                                   | Thomas Bühner     |               |
| Perl              | Victor's Gourmet Restaurant Schloss Berg | Christian Bau     |               |
| Rottach-Egern     | Restaurant Überfahrt                     | Christian Jürgens | 2014          |
| Saarbrücken       | Gästehaus Erfort                         | Klaus Erfort      |               |
| Wolfsburg         | Aqua                                     | ven Elverfeld     |               |

### Hà Lan
| Vị trí  | Nhà hàng   | Đầu bếp          | Năm bình chọn |
| ------- | ---------- | ---------------- | ------------- |
| Vaassen | De Leest   | Jacob Jan Boerma | 2014          |
| Zwolle  | De Librije | Jonnie Boer      | 2004          |

### Hồng Kông
| Vị trí    | Nhà hàng                   | Đầu bếp                                 | Năm bình chọn |
| --------- | -------------------------- | --------------------------------------- | ------------- |
| Hong Kong | 8½ Otto e Mezzo Bombana    | Umberto Bombana / Edmund Li             | 2011          |
| Hong Kong | L'Atelier de Joël Robuchon | Olivier Elzer                           | 2012          |
| Hong Kong | Lung King Heen             | Chan Yan Tak                            | 2009          |
| Hong Kong | Bo Innovation              | Alvin Leung                             | 2014          |
| Hong Kong | Sushi Shikon               | Masahiro Yoshitake / Yoshiharu Kakinuma | 2014          |
| Hong Kong | T'ang Court                | Kwong Wai Keung                         | 2015          |

### Macau
| Vị trí | Nhà hàng         | Đầu bếp          | Năm bình chọn |
| ------ | ---------------- | ---------------- | ------------- |
| Ma Cao | Robuchon au Dôme | Francky Semblat  | 2009          |
| Ma Cao | The Eight        | Cheung Tan-leung | 2014          |

### Monaco
| Vị trí      | Nhà hàng      | Đầu bếp       | Năm bình chọn |
| ----------- | ------------- | ------------- | ------------- |
| Monte Carlo | Louis XV      | Alain Ducasse |               |
| Monte Carlo | Joel Robuchon | Joel Robuchon |               |

### Na Uy
| Vị trí | Nhà hàng | Đầu bếp            | Năm bình chọn |
| ------ | -------- | ------------------ | ------------- |
| Oslo   | Maaemo   | Esben Holmboe Bang | 2016          |

### Nhật Bản
| Vị trí    | Nhà hàng               | Đầu bếp             | Năm bình chọn |
| --------- | ---------------------- | ------------------- | ------------- |
| Hiroshima | Nakashima              |                     | 2013          |
| Kobe      | Komago                 |                     |               |
| Kyoto     | Chihana                | Katsuyoshi Nagata   |               |
| Kyoto     | Hyotei                 | Yoshihiro Takahashi |               |
| Kyoto     | Kikunoi Honten         | Yoshihiro Murata    |               |
| Kyoto     | Kitcho Arashiyama      | Kunio Tokuoka       |               |
| Kyoto     | Mizai                  | Hitoshi Ishihara    |               |
| Kyoto     | Nakamura               | Motokazu Nakamura   |               |
| Nara      | Wa Yamamura            |                     |               |
| Osaka     | Fujiya 1935            | Tetsuya Fujiwara    |               |
| Osaka     | Kashiwaya              | Hideaki Matsuo      |               |
| Osaka     | Koryu                  | Matsuo Shintaro     |               |
| Osaka     | Taian                  |                     |               |
| Sapporo   | Sushi Tanabe           | Masashi Watanabe    |               |
| Sapporo   | Nukumi                 | Masaki Yamamoto     |               |
| Sapporo   | Molière                | Hiroshi Nakamichi   |               |
| Shōnan    | Koan                   |                     |               |
| Toyako    | Michel Bras Toya Japon | Cedric Bourassin    | 2011          |
| Tokyo     | Yukimura               | Jun Yukimura        | 2009          |
| Tokyo     | Esaki                  | Shintaro Esaki      | 2009          |
| Tokyo     | Ishikawa               | Hideki Ishikawa     |               |
| Tokyo     | Kohaku                 | Koji Koizumi        | 2016          |
| Tokyo     | Kanda                  | Hiroyuki Kanda      |               |
| Tokyo     | Quintessence           | Shuzo Kishida       |               |
| Tokyo     | Ryugin                 | Seiji Yamamoto      |               |
| Tokyo     | Sushi Yoshitake        | Masahiro Yoshitake  |               |
| Tokyo     | Usukifugu Yamadaya     | Yoshio Kusakabe     |               |
| Tokyo     | Sukiyabashi Jiro       | Ono Jiro            |               |
| Toyama    | Yamazaki               | Koji Yamazaki       |               |

### Pháp
| Vị trí                     | Nhà hàng                         | Đầu bếp                         | Năm bình chọn |
| -------------------------- | -------------------------------- | ------------------------------- | ------------- |
| Chagny                     | Maison Lameloise                 | Éric Pras                       | 1979          |
| Eugénie-les-Bains          | Les Prés d'Eugénie               | Michel Guérard                  | 1977          |
| Fontjoncouse               | L'Auberge du Vieux Puits         | Gilles Goujon                   | 2010          |
| Illhaeusern                | Auberge de l'Ill                 | Paul Haeberlin                  | 1967          |
| Laguiole                   | Bras                             | Michel Bras                     | 1999          |
| Lyon                       | L'Auberge du Pont de Collonges   | Paul Bocuse                     | 1965          |
| Marseille                  | Le Petit Nice                    | Gérald Passédat                 |               |
| Megève                     | Flocons de Sel                   | Emmanuel Renaut                 |               |
| Paris                      | L'Arpège                         | Alain Passard                   | 1996          |
| Paris                      | L'Astrance                       | Pascal Barbot                   |               |
| Paris                      | Le Pavilion Ledoyen              | Yannick Alleno                  | 2015          |
| Paris                      | Epicure (Hôtel Le Bristol Paris) | Éric Fréchon                    | 2009          |
| Paris                      | Restaurant Guy Savoy             | Guy Savoy                       | 2002          |
| Paris                      | L'Ambroisie                      | Bernard Pacaud                  | 1988          |
| Paris                      | Pierre Gagnaire                  | Pierre Gagnaire                 |               |
| Paris                      | Le Pré Catelan                   | Frédéric Anton                  | 2007          |
| Reims                      | L'Assiette Champenoise           | Arnaud Lallement                | 2014          |
| Roanne                     | Troisgros                        | Michel Troisgros                | 1968          |
| Saint-Bonnet-le-Froid      | Régis & Jacques Marcon           | Régis Marcon                    |               |
| Saint-Martin-de-Belleville | La Bouitte                       | René Meilleur & Maxime Meilleur | 2015          |
| Saint-Tropez               | La Vague d'Or                    | Arnaud Donckele                 | 2013          |
| Valence                    | Pic                              | Anne-Sophie Pic                 | 1939          |
| Vonnas                     | Georges Blanc                    | Georges Blanc                   | 1981          |
| Paris                      | Le Cinq - Hôtel George V         | Christian Le Squer              | 2016          |
| Paris                      | Plaza Athénée                    | Alain Ducasse                   | 2016          |

### Singapore
| Vị trí    | Nhà hàng      | Đầu bếp       | Năm bình chọn |
| --------- | ------------- | ------------- | ------------- |
| Singapore | Joël Robuchon | Joël Robuchon | 2016          |

### Tây Ban Nha
| Vị trí          | Nhà hàng              | Đầu bếp            | Năm bình chọn |
| --------------- | --------------------- | ------------------ | ------------- |
| Dénia           | Quique Dacosta        | Quique Dacosta     | 2012          |
| Girona          | El Celler de Can Roca | Joan Roca          | 2009          |
| Lasarte-Oria    | Martín Berasategui    | Martín Berasategui | 2001          |
| Larrabetzu      | Azurmendi             | Eneko Atxa         | 2012          |
| Madrid          | DiverXO               | David Muñoz        | 2014          |
| Sant Pol de Mar | Sant Pau              | Carme Ruscalleda   | 2009          |
| San Sebastián   | Akelarre              | Pedro Subijana     | 2007          |
| San Sebastián   | Arzak                 | Juan Mari Arzak    | 1989          |

### Trung Quốc
| Vị trí     | Nhà hàng    | Đầu bếp        | Năm bình chọn |
| ---------- | ----------- | -------------- | ------------- |
| Thượng Hải | T'ang Court | Justin Tangina |               |

### Ý
| Vị trí             | Nhà hàng            | Đầu bếp                                    | Năm bình chọn |
| ------------------ | ------------------- | ------------------------------------------ | ------------- |
| Alba, Piedmont     | Piazza Duomo        | Enrico Crippa                              |               |
| Brusaporto         | Da Vittorio         | Vittorio Cerea                             |               |
| Castel Di Sangro   | Reale               | Niko Romito                                | 2014          |
| Canneto sull'Oglio | Dal Pescatore       | Nadia Santini                              |               |
| Firenze            | Enoteca Pinchiorri  | Annie Féolde, Italo Bassi & Riccardo Monco |               |
| Modena             | Osteria Francescana | Massimo Bottura                            | 2011          |
| Rubano             | Le Calandre         | Massimiliano Alajmo                        |               |
| Rome               | La Pergola          | Heinz Beck                                 |               |

### Thụy Sĩ
| Vị trí    | Nhà hàng                       | Đầu bếp          | Năm bình chọn |
| --------- | ------------------------------ | ---------------- | ------------- |
| Crissier  | Restaurant de l'Hôtel de Ville | Benoît Violier   |               |
| Fürstenau | Schloss Schauenstein           | Andreas Caminada | 2011          |
| Basel     | Cheval Blanc                   | Peter Knogl      | 2015          |

### Vương quốc Anh
| Vị trí   | Nhà hàng                        | Đầu bếp       | Năm bình chọn |
| -------- | ------------------------------- | ------------- | ------------- |
| Luân Đôn | Alain Ducasse at the Dorchester | Alain Ducasse | 2010          |
| Luân Đôn | Restaurant Gordon Ramsay        | Matt Abé      | 2001          |
| Bray     | The Fat Duck                    | Jonny Lake    | 2004          |
| Bray     | The Waterside Inn               | Alain Roux    | 1982          |

### Hoa Kỳ
| Vị trí                 | Nhà hàng                      | Đầu bếp            | Năm bình chọn |
| ---------------------- | ----------------------------- | ------------------ | ------------- |
| Chicago                | Alinea                        | Grant Achatz       | 2010          |
| Chicago                | Grace                         | Curtis Duffy       | 2014          |
| New York City          | Le Bernardin                  | Eric Ripert        | 2005          |
| New York City          | Eleven Madison Park           | Daniel Humm        | 2012          |
| New York City          | Masa                          | Masa Takayama      | 2009 Edward   |
| New York City          | Per Se                        | Thomas Keller      | 2010          |
| New York City          | Jean Georges                  | Mark LaPico        |               |
| New York City          | Chef's Table at Brooklyn Fare | César Ramírez      | 2014          |
| Yountville, California | The French Laundry            | Thomas Keller      | 2006          |
| St. Helena, California | The Restaurant at Meadowood   | Christopher Kostow | 2011          |
| San Francisco          | Benu                          | Corey Lee          | 2014          |
| San Francisco          | Saison                        | Joshua Skenes      | 2014          |
| Los Gatos, California  | Manresa                       | David Kinch        | 2015          |

## Các nhà hàng từng đạt 3 sao
| Năm bình chọn | Năm tước | Đầu bếp                                  | Nhà hàng                                       | Vị trí                                       | Quốc gia    | Ghi chú |
| ------------- | -------- | ---------------------------------------- | ---------------------------------------------- | -------------------------------------------- | ----------- | --- |
| 1933          | 1937     | Marie Bourgeoi                           | La mère Bourgeois                              | Priay, Ain                                   | Pháp        | |
| 1933          | 1985     | Fernand Point                            | La Pyramide                                    | Vienne, Isère                                | Pháp        | |
| 1933          | 1968     | Eugénie Brazier                          | La mère Brazier                                | Lyon và col de la Luère to Pollionnay, Rhône | Pháp        | hạ xuống 2 sao |
| 1933          | 1968     |                                          | Lapérouse                                      | Quận 6, Paris                                | Pháp        | hạ xuống 2 sao 1949 - 1951 |
| 1933          | 1996     | André and Claude Terrail                 | La Tour d'Argent                               | Quận 5, Paris                                | Pháp        | hạ xuống 1 năm 2006) |
| 1934          | 1994     | Anne-Sophie Pic, André Pic & Jacques Pic | Maison Pic                                     | Valence, Drôme                               | Pháp        | 3 sao với Anne-Sophie Pic kể từ 2007)                                                                                                   |
| 1935          | 1964     | Alexandre Dumaine                        | La Côte d'Or                                   | Saulieu, Côte-d'Or                           | Pháp        | 3 sao với Bernard Loiseau năm 1981) |
| 1954          | 1993     | Raymond Thuilier                         | l'Oustau de Baumaniere                         | Les Baux-de-Provence, Bouches-du-Rhône       | Pháp        | hạ xuống 2 sao |
| 1962          | 1983     | René Lasserre                            | Lasserre                                       | Quận 8, Paris                                | Pháp        | |
| 1970          | 1988     | Louis Outhier                            | "L'Oasis la Napoule"                           | Alpes Maritimes                              | Pháp        | |
| 1972          | 1984     | Marcel Kreusch                           | Villa Lorraine                                 | Uccle (Brussels)                             | Bỉ          | |
| 1973          | 2006     | Jean-Claude Vrinat                       | Taillevent                                     | Quận 8, Paris                                | Pháp        | hạ xuống 2 sao |
| 1974          | 1990     | Roger Vergé                              | Mougins                                        | Alpes-Maritimes                              | Pháp        | |
| 1978          | 1995     | Eckart Witzigmann                        | Aubergine                                      | Maximiliansplatz in Munich                   | Đức         | 3 sao 1980 - 1993) |
| 1978          | 2005     | Alain Senderens                          | Archestrate                                    | Quận 7, Paris, Lucas Carton - Quận 8, Paris  | Pháp        | |
| 1979          | 2006     | Pierre Wynants                           | Comme chez Soi                                 | Brussels                                     | Bỉ          | (reduced to 2 stars in 2006 after chef and owner Pierre Wynants announced he would step down in favor of his son-in-law Lionel Rigolet) |
| 1980          |          | Jo Rostang                               | La Bonne Auberge                               | Antibes, Riviera                             | Pháp        | (downgraded to 2 stars 1984) |
| 1981          | 2003     | Bernard Loiseau                          | La Côte d'Or                                   | Saulieu, Côte-d'Or                           | Pháp        | (followed by his pupil and successor Patrick Bertron)                                                                                   |
| 1981          | 2013     | Santi Santamaria                         | El Racó de Can Fabes                           | Sant Celoni                                  | Tây Ban Nha | (reduced to 2 stars in 2012 after death of chef Santamaria in 2011)                                                                     |
| 1982          | 1989     | Frédy Girardet                           | Restaurant de l'Hôtel de Ville                 | Crissier, Vaud                               | Thụy Sĩ     | (followed by his pupil and successor Philippe Rochat)                                                                                   |
| 1983          | 2006     | Marc Meneau                              | L'Espérance                                    | Saint-Père-sous-Vezelay, Yonne               | Pháp        | |
| 1983          | 1994     | Pierre Romeyer                           | Maison de bouche                               | Hoeilaart                                    | Bỉ          | |
| 1984          | 1996     | Joël Robuchon                            | Jamin                                          | 16th arrondissement of Paris                 | Pháp        | |
| 1988          | 2003     | Jean-Pierre Bruneau                      | Bruneau                                        | Ganshoren (Brussels)                         | Bỉ          | |
| 1989          | 2001     | Émile Jung                               | Au Crocodile                                   | Strasbourg                                   | Pháp        | |
| 1990          | 2013     | Sergio Herman                            | Oud Sluis                                      | Sluis                                        | Hà Lan      | |
| 1994          | 2006     | Antoine Westermann                       | Le Buerehiesel                                 | Strasbourg, Bas-Rhin                         | Pháp        | |
| 1995          | 2009     | Marc Veyrat                              | La Maison de Marc Veyrat                       | Veyrier-du-Lac, Haute-Savoie                 | Pháp        | |
| 1997          | 2000     | Alain Ducasse                            | Alain Ducasse                                  | l'Hôtel du Parc, Paris                       | Pháp        | (second 3 stars - stars regained in 2001 at Plaza Athénée)                                                                              |
| 1997          | 2011     | Ferran Adrià                             | elBulli                                        | Roses                                        | Tây Ban Nha | |
| 1998          | 2006     | Jacques and Laurent Pourcel              | Le Jardin des sens                             | Montpellier, Hérault                         | Pháp        | |
| 2001          | 2006     | Marc Veyrat                              | La Ferme de Mon Père                           | Megève, Haute-Savoie                         | Pháp        | |
| 2002          | 2006     | Cees Helder                              | Parkheuvel                                     | Rotterdam                                    | Hà Lan      | |
| 2003          | 2006     | Philippe Legendre                        | Le Cinq - Hôtel George V                       | 8th arrondissement of Paris                  | Pháp        | (reduced to 2 stars in 2007, regained 3 stars in 2016)                                                                                  |
| 2006          | 2009     | Olivier Roellinger                       | Les Maisons de Bricourt                        | Cancale, Ille-et-Vilaine                     | Pháp        | |
| 2004          | 2011     | Michel Trama                             | Les Loges de l'aubergade                       | Puymirol, Lot-et-Garonne                     | Pháp        | (reduced to 2 stars) |
| 2011          | 2012     |                                          | Sun Tong Lok                                   | Hong Kong                                    | Hong Kong   | (reduced to 2 stars) |
| 2011          | 2012     | Laurent Gras                             | L2O                                            | Chicago                                      | Hoa Kỳ      | (reduced to 1 star in 2012 after Gras left; became 2 stars under Matthew Kirkley in 2013)                                               |
| ?             | 2015     | Alain Ducasse                            | Le Meurice                                     | Paris                                        | Pháp        | reduced to two stars in 2016 |
| ?             | 2015     | Patrick Bertron                          | Le Relais Bernard Loiseau (formerly Côte d'Or) | Saulieu                                      | Pháp        | reduced to two stars in 2016 |